# Messiah Hallberg
Mårten Messiah Nils Gustav Hallberg (uttal [mɛˈsaja]), född 18 januari 1984 i S:t Johannes församling i Stockholm, är en svensk komiker, journalist och programledare.

## Karriär
Messiah Hallberg föddes i Stockholm och är son till skådespelarna Nils Hallberg och Marie-Louise Werklund. Hans tilltalsnamn var ursprungligen Mårten, men ändrades till släktnamnet Messiah innan han fyllde 18. Efter gymnasiet utbildade sig Hallberg till journalist på Mittuniversitetet i Sundsvall.

### TV, radio och podcast
Efter journalistutbildningen arbetade Hallberg på TV4, Aftonbladet och Sveriges Radio. Hallberg har bland annat medverkat i SVT:s program Elfte timmen, såväl som programledare i Aftonbladets TV-produktioner. År 2012 startade Hallberg podcasten Geniförklarat tillsammans med Maja Härngren, Christina Nordhager och John Willander Lambrell.  Podcasten röstades år 2014 fram till Sveriges trettonde bästa podradioprogram, men lades ner 2015.
År 2018 blev han en av programledarna i morgonshowen på NRJ. 2021 meddelades det att Hallberg lämnar NRJ efter att inte ha kommit överens med Bauer Media kring ett inslag i podcasten Freakshow som han i protest lagt ner under året. Redan samma höst var dock Hallberg tillbaka i mediehuset och podcasten The Daily Messiah lanserades, där även de tidigare NRJ-kollegorna Klara Doktorow och John Willander Lambrell medverkar.
Hallberg har i flera säsonger deltagit i tävlingsprogrammet Alla mot alla med Filip och Fredrik i Kanal 5. Från och med 2023 leder Hallberg satirprogrammet Svenska nyheter på SVT. Han är även en återkommande gäst i TV-programmet Cyklopernas land.

### Ståuppkomik
År 2008 bestämde sig Hallberg för att prova på ståuppkomik, och vann året därpå humortävlingen Bungy Comedy. Han har på Svenska standupgalan tilldelats utmärkelserna "Tändstickan" (2011) och "Årets manliga komiker" (2017). 2015 genomförde han standupturnén Politiskt autokorrekt, tillsammans med den norska komikern Martin Beyer-Olsen. Showen hade premiär i Jönköping den 24 april 2015. Han har även medverkat i stand-up-programmet Raw Comedy på Kanal 5.
2017 påbörjade Hallberg sin första soloturné, med titeln Den missförstådde profeten. Efter turnén sändes en inspelad version på C More.

## Privatliv
Hallberg lever tillsammans med komikern Christina Nordhager. Paret träffades när Hallberg arbetade som inslagsproducent och hon som redaktör på Efterlyst. Tillsammans har de två barn

## Framträdanden

### Scen
- 2010 – RAW på turné[23]
- 2011 – RAW på turné[24]
- 2012 – RAW på turné[25]
- 2014 – RAW på turné[26]
- 2015 – Politiskt autokorrekt - (med Martin Beyer-Olsen)[18]
- 2017 – Den missförstådde profeten[20]
- 2019 – Scener ur ett äktenskap[27]
- 2022 – Messiah Hallberg Live! Ett livsverk med humoristisk touch[28]

### TV
- 2009 – Power Play
- 2009-2011 – Raw Comedy Club
- 2010 – Roast på Berns[29]
- 2010 – I Make Sense of Humour
- 2010 – Elfte timmen
- 2011 – Solsidan
- 2011 – Ballar av stål
- 2011 – Stockholm-Båstad
- 2013 – Million Dollar Messiah
- 2016 – 2019-Finaste familjen
- 2016–2018 – Parlamentet (TV-serie)
- 2017 – Let's Dance
- 2017 – Skitlycklig
- 2017 – Parlamentet (TV-serie)
- 2017 – Släng dig i brunnen (TV-serie)
- 2017 – Den missförstådde profeten
- 2018 – Tror du jag ljuger?
- 2023 – Svenska nyheter
- 2024 – Standup sketch show

### Film
- 2007 – Darling